# Cherry Springs State Park
Cherry Springs State Park is een staatspark in Potter County in de Amerikaanse staat Pennsylvania.
Het 43 hectare grote park is gemaakt van land uit het Susquehannock State Forest. Het ontleent zijn naam aan de Amerikaanse vogelkers die in het park staat. Het park is geliefd onder amateur-astronomen. Door de geringe lichtvervuiling in het park is het relatief gemakkelijk om astronomische observaties te doen.